# Тенкели
Тенкели — упразднённый в 1998 году посёлок городского типа в Усть-Янском улусе Якутии.

## География
Располагался на правом берегу реки Тенкели (приток Хромы), в 201 км к северо-востоку от улусного центра посёлка Депутатский.

## История
Посёлок возник в конце 1960-х годов в связи с открытием и началом разработки месторождения олова.
Отнесён к категории рабочих посёлков в 1973 году.
С 1 июня 1998 года в ходе реструктуризации горнодобывающей промышленности Якутии посёлок был упразднён.

## Население
| 1979 | 1989  |
| ---- | ----- |
| 1607 | ↗2877 |

## Инфраструктура
Посёлок выполнял функции горнодобывающего центра.
Население было занято в основных и вспомогательных производствах рудничного хозяйства.
Социальная инфраструктура была представлена следующими объектами: имелись клуб, средняя общеобразовательная школа, учреждения здравоохранения, торговли и бытового обслуживания.

## Транспорт
Был развит авиатранспорт. Вертолётное сообщение по маршруту Тенкели — Крайний — Ванькина Губа осуществлялся силами Батагайского объединённого авиаотряда Якутского управления гражданской авиации компании Аэрофлот.
В 1977 году произошло падение вертолёта, в 135 километрах севернее Тенкели.